# 保育ニーズ
保育ニーズ（ほいくニーズ）とは、保育を要する児童を抱える親などの保護者が、行政機関や保育所に求める保育のあり方のことである。その内容は、まず児童を保育所に入所させたいという基本的な事項から、保育日、保育時間、に対しての要望、さらには保育所における保育の内容に至るまで、多岐にわたる。行政や保育所は、多様化する保育ニーズに応える形での保育サービスを提供することが求められている。
もっとも基本的な保育ニーズは、保育所への入所の希望である。保育所への入所は、かつては市町村長による措置であり、どの保育所に入所するかは市町村が自由に決定できたが、児童福祉法が1997年に改正されたことにより、保護者は市町村に希望する保育所を明記した申込書を提出することになった。保育所への入所を希望するかどうか、どの保育所へ入所を希望するかというのが保育ニーズのもっとも基本的な項目であるといえる。定員の都合などにより希望する保育所に入れない場合、さらには市町村内のどの保育所も定員を超えているような場合、児童がいわゆる待機児童になってしまうケースもある。
保育所にどのような内容を希望するかというのも保育ニーズの重要な部分である。特に障害児など、保育所に特別の受け入れ態勢が必要とされている児童については、保育所の選択の幅が制限されたりするため、保育ニーズの把握、それに対応する体制作りが必要になる。
また、保育ニーズのうち保育を必要とする時間については、近年ニーズを満たせないケースが増えている。保育所は、厚生労働省の指針により一日の内11時間、児童を預かるのが原則となっているが、この形態で対応できない、深夜勤務やシフト制勤務をしている保護者の児童については、一部で延長保育などが実施されているものの、一般に公的な保育所では受け皿がなく、ベビーホテルや認可外保育所に預けることになることも多い。休日に保育を希望する場合も、受け入れている保育所は少ない。保育所に入所している児童が病気にかかったときも、保護者等の都合により保育に欠けるのであれば病後児保育として、普段保育所に通所していない児童の保護者が病気等で保育できなくなったときに一時的に預かる一時保育等も、完全には充足されていない保育ニーズの例といえる。
さらには、保育所で行われる保育の内容に対する要望も保育ニーズの一部である。近年の保育所は単なる託児所の延長ではなく、教育機関としての価値も相当に有している。食事、排泄からはじまり、生活リズムを整えることが0歳の大きな目的である。これは働く親にとっても教育的価値が高い。その上で親しい先生や友達とのコミュニケーション力も高まり、運動機能、絵をかくこと、ものを作ること、音楽に親しむことなど小学校低学年に匹敵する教育が展開されている。
これは、本来、母親が家庭にいたとしたら、子どもに提供するであろう家庭教育の代替としての保育という意味からかなり外れる。このような児童の知育に関しては、教育機関である幼稚園で行われるべきものだが、保育士自体、大学・短大の保育学科などで、幼稚園教諭の課程と合わせて養成されている場合が多く、その職務の境界線が往々にして分からなくなってしまうのと、親の次世代教育能力の極端な低下で、保育へと躾と家庭教育をアウトソーシングしてしまうという傾向の中ではっきりしてきたもので、日本だけの現象ではない。
欧米でもこの傾向は強く、日本では幼稚園は学校、保育園は保育の場所で学校ではない、と区別するが、英語などでは、それぞれPreshool、Nurseryschoolと共にSchoolが入り、その違いは曖昧になりつつある。